# Premier League
La Premier League, ufficialmente FA Premier League, nota anche come EPL, è la massima serie del campionato inglese di calcio. La prima edizione della massima serie inglese, all'epoca nota come First Division, si disputò nella stagione 1888-1889. Nel 1992 le 22 squadre affiliate alla First Division decisero di uscire dalla Football League, per ragioni economiche, istituendo l'odierna Premier League. La lega è un membro dell'associazione European Leagues.
Le squadre più titolate della competizione sono il Manchester Utd con 20 titoli (13 di Premier League) e il Liverpool (2 di Premier League). Al 2024 la Premier League occupa il 1º posto nel ranking UEFA per competizioni di club.

## Formula
Il campionato inglese prevede un girone con partite di andata e ritorno tra le 20 formazioni iscritte. Il calendario ha la particolarità di non rispettare lo stesso ordine delle gare tra i due gironi. Sono assegnati 3 punti per ogni vittoria, un punto a testa per il pareggio e nessun punto per la sconfitta.
La squadra che conclude il campionato in testa – oltre al titolo di campione d'Inghilterra – guadagna la qualificazione diretta alla Champions League insieme alla seconda, alla terza e alla quarta classificata. La quinta classificata e la vincitrice della FA Cup si qualificano alla fase a gironi dell'Europa League; tuttavia, se la vincitrice della FA Cup è già qualificata alle coppe continentali tramite il piazzamento in campionato, alla seconda competizione europea prende parte la sesta classificata. La vincitrice della Football League Cup si qualifica agli spareggi della Conference League; tuttavia, se è già qualificata alle coppe continentali tramite il piazzamento in campionato, alla terza competizione europea prende parte la settima classificata. A retrocedere in Football League Championship sono le ultime tre squadre della classifica.

### Numero di partecipanti
- 1888-1891: 12 club
- 1891-1892: 14 club
- 1892-1898: 16 club
- 1898-1900: 18 club
- 1900-1901: 16 club
- 1901-1905: 18 club
- 1905-1915: 20 club
- 1919-1987: 22 club
- 1987-1988: 21 club
- 1988-1991: 20 club
- 1991-1995: 22 club
- 1995-oggi: 20 club

## Storia
La First Division fu istituita nel 1888 e da allora si disputarono 93 edizioni. La Premier League nacque nel 1992, quando le 22 squadre affiliate alla First Division si separarono – in blocco – dalla Football League per la volontà di contrattare autonomamente i diritti televisivi e di sponsorizzazione, e non più attraverso i due enti (l'altro era la Football Association). Si riuscì, di fatto, a contenere la spaccatura in quanto il nuovo campionato fu integrato nella struttura già esistente: venne però posto al di fuori dell'egida della Football League, le cui serie scesero da 4 a 3. Non mutò invece il formato della competizione.
Negli anni duemila si segnalarono le cosiddette big four, Arsenal, Chelsea, Liverpool e Manchester Utd, capaci di dominare – in maniera pressoché stabile – la scena calcistica nazionale. A partire dagli anni duemiladieci si è cominciato a parlare di big six per fare riferimento, oltre alle quattro già citate, a Tottenham e Manchester City. Tuttavia nella storia della Premier non sono mancate sorprese in grado addirittura di aggiudicarsi la vittoria finale, come il Blackburn Rovers e il Leicester.

## Partecipazioni per squadra
Sono 65 le squadre che hanno preso parte ad almeno uno dei 127 campionati inglesi di massima divisione (First Division e Premier League) disputati dal 1888 ad oggi, anche se nessuna di esse ha preso parte a tutte le edizioni del torneo. Dal 1915 al 1919 e, di nuovo, dal 1939 al 1946 il campionato venne sospeso a causa della prima guerra mondiale e della seconda guerra mondiale (nel 1939-40 il campionato fu interrotto dopo lo svolgimento delle prime tre giornate).
L'Everton è la squadra che vanta il maggior numero di partecipazioni complessive al campionato (123), mentre l'Arsenal detiene il record di presenze consecutive (100, dalla stagione 1919-1920 ad oggi). Le squadre che hanno vinto più titoli nazionali sono il Manchester United e il Liverpool (20).
La lista qui sotto riporta le squadre inglesi (e le due gallesi, Cardiff City e Swansea City) per numero di partecipazioni al massimo campionato inglese (in grassetto sono indicate le squadre che militano nella massima serie per la stagione 2025-2026):
- 123:  Everton
- 112:  Aston Villa
- 111:  Liverpool
- 109:  Arsenal
- 101:  Manchester Utd
- 97:  Manchester City
- 94:  Newcastle Utd
- 91:  Chelsea,  Tottenham
- 87:  Sunderland
- 81:  West Bromwich
- 73:  Bolton
- 72:  Blackburn Rovers
- 71:  Wolverhampton
- 68:  West Ham Utd
- 66:  Sheffield Weds
- 65:  Derby County
- 63:  Sheffield Utd
- 62:  Stoke City
- 61:  Burnley,  Middlesbrough
- 60:  Nottingham Forest
- 57:  Birmingham City
- 56:  Leicester City
- 54:  Leeds Utd
- 47:  Southampton
- 46:  Preston N.E.
- 34:  Coventry City
- 33:  Portsmouth
- 32:  Huddersfield Town
- 31:  Fulham
- 30:  Notts County
- 28:  Blackpool
- 27:  Ipswich Town,  Norwich City
- 26:  Charlton,  Crystal Palace
- 23:  QPR
- 22:  Bury
- 17:  Cardiff City,  Luton Town
- 14:  Watford,  Wimbledon FC
- 13:  Brighton
- 12:  Bradford City,  Grimsby Town,  Oldham Athletic
- 10:  Brentford
- 9:  Bournemouth,  Bristol City,  Swansea City
- 8:  Wigan
- 5:  Accrington,  Hull City
- 3:  Bradford PA,  Oxford Utd,  Reading
- 2:  Darwen,  Millwall
- 1:  Barnsley,  Carlisle Utd,  Glossop North End,  Leyton Orient,  Northampton Town,  Swindon Town

## Partecipazioni alla Premier League
Sono 51 le squadre che hanno preso parte ad almeno uno dei 34 campionati di Premier League disputati dal 1992 ad oggi:
- 34:  Arsenal,  Chelsea,  Everton,  Liverpool,  Manchester Utd,  Tottenham
- 31:  Aston Villa,  Newcastle Utd
- 30:  West Ham Utd
- 29:  Manchester City
- 25:  Southampton
- 19:  Fulham
- 18:  Blackburn Rovers,  Leicester City
- 17:  Crystal Palace,  Sunderland
- 16:  Leeds Utd
- 15:  Middlesbrough
- 13:  Bolton,  West Bromwich
- 12:  Wolverhampton
- 10:  Burnley,  Norwich City,  Stoke City
- 9:  Bournemouth,  Brighton,  Coventry City,  Nottingham Forest
- 8:  Charlton,  Sheffield Weds,  Watford,  Wigan,  Wimbledon FC
- 7:  Birmingham City,  Derby County,  Portsmouth,  QPR,  Swansea City
- 6:  Ipswich Town,  Sheffield Utd
- 5:  Brentford,  Hull City
- 3:  Reading
- 2:  Bradford City,  Cardiff City,  Huddersfield Town,  Oldham Athletic
- 1:  Barnsley,  Blackpool,  Luton Town,  Swindon Town

## Albo d'oro
- 1888-1889:  Preston N.E. (1º)
- 1889-1890:  Preston N.E. (2º)
- 1890-1891:  Everton (1º)
- 1891-1892:  Sunderland (1º)
- 1892-1893:  Sunderland (2º)
- 1893-1894:  Aston Villa (1º)
- 1894-1895:  Sunderland (3º)
- 1895-1896:  Aston Villa (2º)
- 1896-1897:  Aston Villa (3º)
- 1897-1898:  Sheffield Utd (1º)
- 1898-1899:  Aston Villa (4º)
- 1899-1900:  Aston Villa (5º)
- 1900-1901:  Liverpool (1º)
- 1901-1902:  Sunderland (4º)
- 1902-1903:  Sheffield Weds (1º)
- 1903-1904:  Sheffield Weds (2º)
- 1904-1905:  Newcastle Utd (1º)
- 1905-1906:  Liverpool (2º)
- 1906-1907:  Newcastle Utd (2º)
- 1907-1908:  Manchester Utd (1º)
- 1908-1909:  Newcastle Utd (3º)
- 1909-1910:  Aston Villa (6º)
- 1910-1911:  Manchester Utd (2º)
- 1911-1912:  Blackburn Rovers (1º)
- 1912-1913:  Sunderland (5º)
- 1913-1914:  Blackburn Rovers (2º)
- 1914-1915:  Everton (2º)
- 1919-1920:  West Bromwich (1º)
- 1920-1921:  Burnley (1º)
- 1921-1922:  Liverpool (3º)
- 1922-1923:  Liverpool (4º)
- 1923-1924:  Huddersfield Town (1º)
- 1924-1925:  Huddersfield Town (2º)
- 1925-1926:  Huddersfield Town (3º)
- 1926-1927:  Newcastle Utd (4º)
- 1927-1928:  Everton (3º)
- 1928-1929:  Sheffield Weds (3º)
- 1929-1930:  Sheffield Weds (4º)
- 1930-1931:  Arsenal (1º)
- 1931-1932:  Everton (4º)
- 1932-1933:  Arsenal (2º)
- 1933-1934:  Arsenal (3º)
- 1934-1935:  Arsenal (4º)
- 1935-1936:  Sunderland (6º)
- 1936-1937:  Manchester City (1º)
- 1937-1938:  Arsenal (5º)
- 1938-1939:  Everton (5º)
- 1946-1947:  Liverpool (5º)
- 1947-1948:  Arsenal (6º)
- 1948-1949:  Portsmouth (1º)
- 1949-1950:  Portsmouth (2º)
- 1950-1951:  Tottenham (1º)
- 1951-1952:  Manchester Utd (3º)
- 1952-1953:  Arsenal (7º)
- 1953-1954:  Wolverhampton (1º)
- 1954-1955:  Chelsea (1º)
- 1955-1956:  Manchester Utd (4º)
- 1956-1957:  Manchester Utd (5º)
- 1957-1958:  Wolverhampton (2º)
- 1958-1959:  Wolverhampton (3º)
- 1959-1960:  Burnley (2º)
- 1960-1961:  Tottenham (2º)
- 1961-1962:  Ipswich Town (1º)
- 1962-1963:  Everton (6º)
- 1963-1964:  Liverpool (6º)
- 1964-1965:  Manchester Utd (6º)
- 1965-1966:  Liverpool (7º)
- 1966-1967:  Manchester Utd (7º)
- 1967-1968:  Manchester City (2º)
- 1968-1969:  Leeds Utd (1º)
- 1969-1970:  Everton (7º)
- 1970-1971:  Arsenal (8º)
- 1971-1972:  Derby County (1º)
- 1972-1973:  Liverpool (8º)
- 1973-1974:  Leeds Utd (2º)
- 1974-1975:  Derby County (2º)
- 1975-1976:  Liverpool (9º)
- 1976-1977:  Liverpool (10º)
- 1977-1978:  Nottingham Forest (1º)
- 1978-1979:  Liverpool (11º)
- 1979-1980:  Liverpool (12º)
- 1980-1981:  Aston Villa (7º)
- 1981-1982:  Liverpool (13º)
- 1982-1983:  Liverpool (14º)
- 1983-1984:  Liverpool (15º)
- 1984-1985:  Everton (8º)
- 1985-1986:  Liverpool (16º)
- 1986-1987:  Everton (9º)
- 1987-1988:  Liverpool (17º)
- 1988-1989:  Arsenal (9º)
- 1989-1990:  Liverpool (18º)
- 1990-1991:  Arsenal (10º)
- 1991-1992:  Leeds Utd (3º)
- 1992-1993:  Manchester Utd (8º)
- 1993-1994:  Manchester Utd (9º)
- 1994-1995:  Blackburn Rovers (3º)
- 1995-1996:  Manchester Utd (10º)
- 1996-1997:  Manchester Utd (11º)
- 1997-1998:  Arsenal (11º)
- 1998-1999:  Manchester Utd (12º)
- 1999-2000:  Manchester Utd (13º)
- 2000-2001:  Manchester Utd (14º)
- 2001-2002:  Arsenal (12º)
- 2002-2003:  Manchester Utd (15º)
- 2003-2004:  Arsenal (13º)
- 2004-2005:  Chelsea (2º)
- 2005-2006:  Chelsea (3º)
- 2006-2007:  Manchester Utd (16º)
- 2007-2008:  Manchester Utd (17º)
- 2008-2009:  Manchester Utd (18º)
- 2009-2010:  Chelsea (4º)
- 2010-2011:  Manchester Utd (19º)
- 2011-2012:  Manchester City (3º)
- 2012-2013:  Manchester Utd (20º)
- 2013-2014:  Manchester City (4º)
- 2014-2015:  Chelsea (5º)
- 2015-2016:  Leicester City (1º)
- 2016-2017:  Chelsea (6º)
- 2017-2018:  Manchester City (5º)
- 2018-2019:  Manchester City (6º)
- 2019-2020:  Liverpool (19º)
- 2020-2021:  Manchester City (7º)
- 2021-2022:  Manchester City (8º)
- 2022-2023:  Manchester City (9º)
- 2023-2024:  Manchester City (10º)
- 2024-2025:  Liverpool (20º)

## Statistiche e record

### Vittorie per squadra
| Squadra           | Vittorie | Stagioni |
| ----------------- | -------- | --- |
| Manchester Utd    | 20       | 1907-1908, 1910-1911, 1951-1952, 1955-1956, 1956-1957, 1964-1965, 1966-1967, 1992-1993, 1993-1994, 1995-1996, 1996-1997, 1998-1999, 1999-2000, 2000-2001, 2002-2003, 2006-2007, 2007-2008, 2008-2009, 2010-2011, 2012-2013 |
| Liverpool         | 20       | 1900-1901, 1905-1906, 1921-1922, 1922-1923, 1946-1947, 1963-1964, 1965-1966, 1972-1973, 1975-1976, 1976-1977, 1978-1979, 1979-1980, 1981-1982, 1982-1983, 1983-1984, 1985-1986, 1987-1988, 1989-1990, 2019-2020, 2024-2025 |
| Arsenal           | 13       | 1930-1931, 1932-1933, 1933-1934, 1934-1935, 1937-1938, 1947-1948, 1952-1953, 1970-1971, 1988-1989, 1990-1991, 1997-1998, 2001-2002, 2003-2004                                                                              |
| Manchester City   | 10       | 1936-1937, 1967-1968, 2011-2012, 2013-2014, 2017-2018, 2018-2019, 2020-2021, 2021-2022, 2022-2023, 2023-2024 |
| Everton           | 9        | 1890-1891, 1914-1915, 1927-1928, 1931-1932, 1938-1939, 1962-1963, 1969-1970, 1984-1985, 1986-1987 |
| Aston Villa       | 7        | 1893-1894, 1895-1896, 1896-1897, 1898-1899, 1899-1900, 1909-1910, 1980-1981 |
| Sunderland        | 6        | 1891-1892, 1892-1893, 1894-1895, 1901-1902, 1912-1913, 1935-1936 |
| Chelsea           | 6        | 1954-1955, 2004-2005, 2005-2006, 2009-2010, 2014-2015, 2016-2017 |
| Newcastle Utd     | 4        | 1904-1905, 1906-1907, 1908-1909, 1926-1927 |
| Sheffield Weds    | 4        | 1902-1903, 1903-1904, 1928-1929, 1929-1930 |
| Huddersfield Town | 3        | 1923-1924, 1924-1925, 1925-1926 |
| Wolverhampton     | 3        | 1953-1954, 1957-1958, 1958-1959 |
| Leeds Utd         | 3        | 1968-1969, 1973-1974, 1991-1992 |
| Blackburn Rovers  | 3        | 1911-1912, 1913-1914, 1994-1995 |
| Preston N.E.      | 2        | 1888-1889, 1889-1890 |
| Portsmouth        | 2        | 1948-1949, 1949-1950 |
| Burnley           | 2        | 1920-1921, 1959-1960 |
| Tottenham         | 2        | 1950-1951, 1960-1961 |
| Derby County      | 2        | 1971-1972, 1974-1975 |
| Sheffield Utd     | 1        | 1897-1898 |
| West Bromwich     | 1        | 1919-1920 |
| Ipswich Town      | 1        | 1961-1962 |
| Nottingham Forest | 1        | 1977-1978 |
| Leicester City    | 1        | 2015-2016 |

### Ultimo titolo
- Liverpool: 2024-2025
- Manchester City: 2023-2024
- Chelsea: 2016-2017
- Leicester City: 2015-2016
- Manchester Utd: 2012-2013
- Arsenal: 2003-2004
- Blackburn Rovers: 1994-1995
- Leeds Utd: 1991-1992
- Everton: 1986-1987
- Aston Villa: 1980-1981
- Nottingham Forest: 1977-1978
- Derby County: 1974-1975
- Ipswich Town: 1961-1962
- Tottenham: 1960-1961
- Burnley: 1959-1960
- Wolverhampton: 1958-1959
- Portsmouth: 1949-1950
- Sunderland: 1935-1936
- Sheffield Weds: 1929-1930
- Newcastle Utd: 1926-1927
- Huddersfield Town: 1925-1926
- West Bromwich: 1919-1920
- Sheffield Utd: 1897-1898
- Preston N.E.: 1889-1890

### Primo titolo
- Preston N.E.: 1888-1889
- Everton: 1890-1891
- Sunderland: 1891-1892
- Aston Villa: 1893-1894
- Sheffield Utd: 1897-1898
- Liverpool: 1900-1901
- Sheffield Weds: 1902-1903
- Newcastle Utd: 1904-1905
- Manchester Utd: 1907-1908
- Blackburn Rovers: 1911-1912
- West Bromwich: 1919-1920
- Burnley: 1920-1921
- Huddersfield Town: 1923-1924
- Arsenal: 1930-1931
- Manchester City: 1936-1937
- Portsmouth: 1948-1949
- Tottenham: 1950-1951
- Wolverhampton: 1953-1954
- Chelsea: 1954-1955
- Ipswich Town: 1961-1962
- Leeds Utd: 1968-1969
- Derby County: 1971-1972
- Nottingham Forest: 1977-1978
- Leicester City: 2015-2016

- Maggior numero di partecipazioni senza aver mai vinto nemmeno un titolo: 73  Bolton
- Minor numero di partecipazioni avendo vinto almeno un titolo: 27  Ipswich Town

### Record di squadra
Di seguito i record di squadra a partire dall'istituzione della Premier League (dalla stagione 1992-1993).
- Maggior numero di titoli consecutivi: 4  Manchester City (2020-2021, 2021-2022, 2022-2023, 2023-2024)
- Striscia di imbattibilità più lunga: 49  Arsenal, tra il 7 maggio 2003 ed il 16 ottobre 2004, perdendo contro il Manchester United 2-0 (le ultime due partite della stagione 2002-2003, tutte le 38 della stagione 2003-2004 e le prime nove della stagione 2004-2005)
- Maggior numero di punti totalizzati da una squadra in un campionato[N 3]: 100  Manchester City, (2017-2018)
- Maggior numero di vittorie ottenute da una squadra in un campionato[N 3]: 32  Manchester City (2017-2018, 2018-2019),  Liverpool (2019-2020)
- Maggior numero di vittorie consecutive in un campionato: 18  Manchester City (2017-2018),  Liverpool (2019-2020)
- Maggior numero di gol realizzati da una squadra in un campionato[N 3]: 106  Manchester City (2017-2018)
- Minor numero di gol subiti da una squadra in un campionato[N 3]: 15  Chelsea (2004-2005)
- Maggior distacco tra la 1^ e la 2^ in classifica[N 3]: 19, tra  Manchester City e  Manchester Utd (2017-2018)

### Record individuali

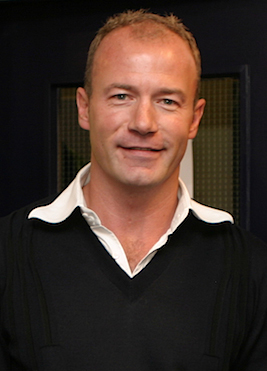
Alan Shearer è il miglior marcatore nella storia della Premier League con 260 reti tra Blackburn e Newcastle United.

Di seguito i record individuali a partire dall'istituzione della Premier League (dalla stagione 1992-1993).
- Maggior numero di presenze:  Gareth Barry, 653 ( Aston Villa,  Manchester City,  Everton,  West Bromwich)
- Maggior numero di gol:  Alan Shearer, 260 ( Blackburn Rovers 112,  Newcastle Utd 148)
- Maggior volte capocannoniere:  Thierry Henry, 4 ( Arsenal, 2001-2002, 2003-2004, 2004-2005, 2005-2006)
- Maggior numero di gol in una stagione:  Erling Haaland, 36 ( Manchester City, 2022-2023)
- Gol più veloce:  Shane Long, 7 secondi,  Southampton (23 aprile 2019 contro il Watford)
- Allenatore con più titoli vinti:  Alex Ferguson, 13  Manchester Utd (il primo nella stagione 1992-93, l'ultimo in quella 2012-13)
- Allenatore con più vittorie:  Alex Ferguson, 528 ( Manchester Utd 1986-2013)[11]

## Sponsorizzazioni
Dal 1993 al 2016 la Premier League è stata sponsorizzata da tre diversi brand, sempre comparsi nel nome della competizione.
- 1993-2001: Carling (FA Carling Premiership)
- 2001-2004: Barclaycard (Barclaycard Premiership)
- 2004-2016: Barclays (Barclays Premier League)[12]

## Loghi

Logo utilizzato dal 1992 al 2007.
Logo utilizzato dal 2007 al 2016.
Logo in uso dal 2016.

### Annotazioni
1. ↑  Dal 1992 la massima divisione del campionato inglese è rappresentata dalla Premier League.
2. ↑  33 se si considerano solo le edizioni della Premier League.
3. 1 2 3 4 5 6  Campionato Premier League a 22 squadre dal 1992 al 1995, poi 20 squadre dalla stagione 1995-1996.

### Fonti
1. 1 2 3   Adalberto Bortolotti, Calcio in Inghilterra, su treccani.it, 2002.
2. ↑  (EN) UEFA.com, Country coefficients | UEFA Coefficients, su UEFA.com. URL consultato il 13 agosto 2023.
3. ↑   Inghilterra, stadi sempre pieni ma con le celle per chi sgarra..., su repubblica.it, 28 ottobre 2005.
4. ↑   Luigi Trapani Lombardo, La stranezza di Premier League: il calendario "pazzo", andata e ritorno non combaciano, su calcioweb.eu, 1º marzo 2016.
5. ↑   Enrico Franceschini, In Premier è sparito il pareggio Meglio attaccare e rischiare, su repubblica.it, 4 ottobre 2009.
6. 1 2 3   Mattia Chiusano, Nel '92 la scissione in Inghilterra ora la Premier League vale 2,5 miliardi, in la Repubblica, 6 settembre 2007,  p. 53.
7. 1 2   Stefano Cantalupi, Premier, i guai delle "big 4" Il City di Mancini in agguato, su gazzetta.it, 13 gennaio 2010.
8. ↑   Calciomercato 2018: come escono le big di Premier League, su sport.sky.it, 10 agosto 2018.
9. ↑  (EN) Blackburn didn't buy the Premier League title in 1995 – they earned it, su theguardian.com, 23 ottobre 2013.
10. ↑   Seasons in top flight, su myfootballfacts. URL consultato il 3 maggio 2016.
11. ↑  (EN) Alex Ferguson Manager Profile | Premier League, su premierleague.com. URL consultato il 22 agosto 2018.
12. ↑  (EN) Barclays secures Premier League Global title sponsorship, su newsroom.barclays.co.uk, 27 settembre 2006. URL consultato l'11 settembre 2007 (archiviato dall'url originale il 6 ottobre 2008).